# Chlordiméform
Le Chlordiméform est un produit phytosanitaire, pesticide organochloré.
Le chlordiméform est connu pour faire partie de la dirty dozen  ou douzaine de polluants majeurs à l'échelle mondiale, selon la Convention de Rotterdam.

## Synonymes
Chlorphénamidine, Fundal, Fundex, Galécron, Méthanimidamide, Ovatoxion, Spanone.

## Toxicité
Le chlordiméform est reconnu comme cancérigène dès 1983.

## Réglementation
Le chlordiméform est interdit par les pays signataires de la Convention de Rotterdam.